# Dipleurinodes tavetae
Dipleurinodes tavetae là một loài bướm đêm trong họ Crambidae.